# ألكسندر ييغوروف
ألكسندر ييغوروف (مواليد 16 يونيو 1976) هو سبّاح قيرغيزستاني، مثّل بلاده في الألعاب الأولمبية الصيفية 2000.

## روابط خارجية
ألكسندر ييغوروف على موقع أوليمبيديا (الإنجليزية)